# Movimiento Nacional para la Sociedad del Desarrollo

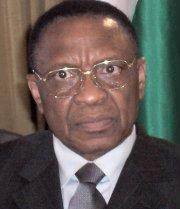
Presidente de Níger Mamadou Tandja en una visita de Estado en Nigeria, 2007.

El Movimiento Nacional para el Desarrollo de la Sociedad (en francés: Mouvement National pour la Société de Développement, MNSD-Nassara) es un partido político nigerino. Fundado bajo el gobierno militar del período 1974-1990, fue el partido gobernante de Níger de 1989 hasta 1993 y nuevamente desde 1999 hasta el 18 de febrero de 2010, en el que es derrocado el gobierno del presidente Mamadou Tandja, por una junta militar llamada Consejo Supremo para la Restauración de la Democracia (CSRD).

## Historia

### sigloXX
El MNSD fue fundado en 1989 por el entonces Presidente Ali Saibou, convirtiéndose en el único partido legal del país. Sin embargo, hacia finales de 1990, el régimen de Saibou accedió a las demandas sindicales y estudiantiles de instituir un sistema democrático multipartidista.
En 1991, dos facciones emergieron dentro del MNSD, uno liderado por Mamadou Tandja (MNSD-Nassara) y otro liderado por Moumouni Adamou Djermakoye, quienes habían sido figuras importantes durante el régimen de Seyni Kountché. En un congreso del partido realizado en marzo de 1991, Saibou mantuvo su cargo como presidente del MNSD, pero en otro congreso realizado en noviembre de ese mismo año, Tandja alcanzó la presidencia del partido, mientras que Hama Amadou fue elegido secretario general del partido. El liderazgo de Tandja sobre Djermakoye marcó un alejamiento del dominio tradicional del partido por el grupo étnico zarma, al cual pertenecía Djermakoye. Tras ello, Djermakoye renunció del MNSD y formó su propio partido llamado Alianza Nigerina por la Democracia y el Progreso (ANDP).
Tandja se presentó como candidato del MNSD en las elecciones presidenciales de 1993, y fue el principal candidato de la primera vuelta, tras obtener el 34% de los votos. Sin embargo, fue derrotado en la segunda vuelta por el candidato de la Convención Social y Democrática (CDS) Mahamane Ousmane, quién fue respaldado por la Alianza de las Fuerzas del Cambio (AFC), una alianza formada por los candidatos que no pasaron a la segunda ronda. A pesar de que el MNSD obtuvo 29 escaños en las elecciones parlamentarias de 1993, convirtiéndose en el partido más grande de la Asamblea Nacional, terminó siendo parte de la oposición, puesto a que los representantes del AFC poseían mayoría parlamentaria. Sin embargo, las elecciones parlamentarias primarias realizadas en 1995, el partido siguió siendo el partido más grande, tras mantener sus 29 escaños y lograr exitosamente una alianza con el Partido Nigerino para la Democracia y el Socialismo (PNDS), el cual había sido hostil con el MNSD en el pasado, y con otros partidos pequeños. Posteriormente Hama Amadou se convierte en Primer ministro, en cohabitación con el presidente Ousmane. La cohabitación estuvo marcada por la aguda rivalidad entre ambas figuras de estado, y en enero de 1996, fueron derrocados por un golpe de Estado por militares al mando del Ibrahim Baré Maïnassara, quién afirmaba que lo hizo por la inestabilidad política generada por los altos mandos políticos.
Tandja se postuló nuevamente como candidato para las elecciones presidenciales de 1996, terminando en tercer lugar con el 15.65% de los votos, siendo superado por Maïnassara y Ousmane. Junto con otros partidos de oposición, formaron una coalición llamada Frente para la Restauración y Defensa de la Democracia, en donde el NSD boicoteó las elecciones parlamentarias de 1996.
Otro golpe de Estado realizado en abril de 1999 llevó a convocarse elecciones generales hacia finales de ese año; el MNSD ganó las elecciones presidenciales, en la que Tandja derrotó a Mahamadou Issoufou del PNDS en la segunda vuelta electoral, tras obtener el 59.89% de los votos. El MNSD nuevamente se posicionó como el partido más grande de la Asamblea Nacional, obteniendo 38 de los 83 escaños, y tras alianza con el CDS, obtuvo  mayoría parlamentaria, haciendo que Amadou fuese nuevamente Primer ministro. Con el apoyo parlamentario de los partidos más pequeños, el partido mantuvo una mayoría activa en la Asamblea Nacional. Como Presidente, Tandja tuvo que renunciar a la presidencia del partido. Hamidou Sékou lo sucedió de forma interina, hasta que Hama Amadou, quién había sido secretario general, alcanzó la presidencia del partido en diciembre de 2001.

### sigloXXI
En las elecciones generales de 2004 Tandja fue reelegido presidente, tras vencer en la segunda vuelta  derrotando a Issoufou, ya que todos los candidatos derrotados en primera vuelta apoyaron a Tandja. El MNSD obtuvo 47 de los 113 escaños en una ampliada Asamblea Nacional. Amadou permaneció como Primer ministro, pero su gobierno fue derrotado por una moción de confianza el 31 de mayo de 2007, y a principios de junio Tandja nombró a Seyni Oumarou como sucesor de Amadou. Amadou fue arrestado por presunta malversación de fondos en junio de 2008. Su arresto causó graves tensiones entre los partidarios de Amadou, el presidente del partido y entre Tadja, la que con el transcurso del tiempo, ambas facciones se realizaban acusaciones mutuas.
A pesar de la división del partido, el ahora ex Primer ministro Amadou, quién estaba en prisión, mantuvo la presidencia del partido a favor del secretario general y partidario suyo, Habi Mahamadou Salissou. Sin embargo, fue destituido de la presidencia del partido hacia comienzos de 2009; un congreso especial realizado en Zinder el 21 de febrero le reemplazó con su sucesor como Primer ministro, Oumarou. El Ministro de Interior Albadé Abouba fue elegido secretario general del partido. Este resultado se produjo a pesar de meses de disputa entre los partidarios tanto de Amadou como de Tandja, en donde había amenazas de que el MNSD iba a disgregarse como por partidarios de Amadou que se unieron a las manifestaciones antigubernamentales, quienes querían evitar que Tandja volviera a reelegirse como presidente para las elecciones de 2009.
El 26 de abril de 2009, la agencia política del partido decidió expulsar a 8 de sus militantes, incluyendo cinco diputados de la Asamblea Nacional, por "indisciplina": los diputados fueron Soumana Sanda, Issaka Hassane Djégoulé, Amadou Soumana ("Belko"), Hadiza Moussa Gros y Seydou Tahirou Mayaki, así como otros 3 militantes llamados Seyni Mounkaïla, Ladan Tchana y el exmiembro de la agencia política Oumarou Dogari. Todos eran partidarios de Hama Amadou. Según Soumana Sanda, esto se debió al apoyo de estos hacia el ex Primer ministro. El 14 de mayo, la Asamblea Nacional admitió a cinco diputados de sustitución, nominados por el partido gobernante: Abdoulaye Koro, Abdoulaye Morou, Soumana Kangaye, Amadou Saidou, y Amina Ali.
Las elecciones parlamentarias fueron realizadas en octubre de 2009; las elecciones presidenciales fueron postergadas tras un polémico referéndum que buscaba extender el período presidencial de Tandja. Con las elecciones boicoteadas por varios partidos de oposición, el MNSD obtuvo mayoría absoluta, ocupando 76 de los 113 escaños. Sin embargo, un nuevo golpe de Estado realizado en 2010 puso fin al gobierno de Tandja, y se realizaron nuevas elecciones generales en 2011. Oumarou se postuló como candidato presidencial del MNSD, obteniendo el segundo lugar en la primera vuelta y perdiendo en la segunda vuelta ante Issoufou del PNDS. El MNSD se convirtió en el segundo partido más grande de la Asamblea Nacional, tras obtener 25 escaños, y siendo superado por el PNSD.
En las elecciones generales de 2016, Oumarou se postuló nuevamente a la presidencia, obteniendo el tercer lugar con un 12% de los votos. Posteriormente, el partido fue parte del boicot por parte de la oposición en la segunda vuelta electoral, de la que Issoufou fue reelegido. En las elecciones parlamentarias, el MNSD perdió cinco escaños, pasando a ser el tercer partido más grande, siendo superado por el PNDS y MODEN/FA. Meses después de la reelección de Issoufou, Oumarou anunció en agosto de 2016 que el MNSD se uniría a la coalición de la "mayoría presidencial" que apoya a Issoufou. Esta acción fue seguida de la inclusión del MNSD en el gobierno, y el nombramiento de Oumarou como Alto Representante del Presidente Issoufou en octubre de 2016.

## Resultados electorales

### Asamblea Nacional
| Año     | Votos     | %     | Escaños | +/-   |
| ------- | --------- | ----- | ------- | ----- |
| 1989    | 3 316 182 | 99,6  | 93/93   | 93    |
| 1993    | 383 921   | 30,65 | 29/83   | 64    |
| 1995    | 467 080   | 32,30 | 29/83   | -0    |
| 1999    | 611 097   | 34,65 | 38/83   | Nuevo |
| 2004    | 849 365   | 37,13 | 47/113  | 9     |
| 2009    | 1 422 698 | 47,33 | 76/113  | 29    |
| 2011    | 664 525   | 20,57 | 25/113  | 51    |
| 2016    | 488 584   | 10,26 | 20/171  | 5     |
| 2020-21 | 319 189   | 6,77  | 13/166  | 7     |